# Kohlberg (Badenia-Wirtembergia)
Kohlberg – miejscowość i gmina w Niemczech, w kraju związkowym Badenia-Wirtembergia, w rejencji Stuttgart, w regionie Stuttgart, w powiecie Esslingen, wchodzi w skład wspólnoty administracyjnej Neuffen. Leży w Jurze Szwabskiej, ok. 18 km na południe od Esslingen am Neckar.